# Fred Uhlman
Fred Uhlman (Stuttgart, 1901 - Londres, Anglaterra, 1985) fou un escriptor i pintor alemany d'origen jueu.

## Biografia
Va realitzar els seus estudis, va exercir la seva professió d'advocat a Alemanya fins que va haver d'abandonar el país per por de la persecució del règim nazi, i va travessar la frontera amb França el 1933. Arriba a París, on el títol d'advocat no li és d'utilitat i es dedica a la pintura per a sobreviure. Més tard fins i tot es dedicaria a diversos negocis d'índole variada. Va ser un prestigiós pintor, encara que va arribar a la fama com a escriptor. El 1936 passa un breu període a Tossa de Mar, on coneix Diana, una anglesa de vacances, que es convertirà en la seva dona. Aquí el sorprengué l'esclat de la guerra civil. Aquest mateix any es trasllada a Anglaterra sense saber anglès, i a pesar de la seva condició permanent d'estranger s'enamora del camp anglès, pel record de la seva terra natal. Funda la Lliga "Lliure per a la cultura", per a ajudar els artistes i científics exiliats d'Alemanya, que va intentar atreure personatges com ara Einstein. A causa del seu origen alemany és reclòs en un camp de presoners durant 6 mesos per ser sospitós d'espionatge.
La seva obra més aclamada és la novel·la L'amic retrobat, publicada el 1971 i prologada per Arthur Koestler, que es va convertir en un best-seller. La va escriure en un moment de la seva vida en què ell mateix reconeixia haver fracassat com a pintor. La segona part d'aquesta novel·la és L'ànima valenta.

## Obres
- Captivity: twenty-four drawings by Fred Uhlman, London: Jonathan Cape, 1946.
- The Making of an Englishman, London: Victor Gollancz, 1960.
- Reunion, London: Adam Books, 1971. A print run of just 700 copies.
- Reunion, London: Collins & Harvill, 1977, a new edition with a glowing introduction by Arthur Koestler, who refers to the book as "a minor masterpiece".
- Reunion, New York: Farrar, Straus, Giroux, 1977 (identical to the above).
- Anna Plodeck: The making of Fred Uhlman: life and work of the painter and writer in exile. [Dissertation, University of London (Courtauld Institute of Art), 2004]